# 克劳斯-迪特尔·诺伊贝特
克劳斯-迪特尔·诺伊贝特（德語：Klaus-Dieter Neubert，1949年11月22日—），德国男子赛艇运动员。他曾代表东德参加1968年和1972年夏季奥林匹克运动会赛艇比赛，其中1972年奥运会获得一枚金牌。